# Efecte Mohring
L'efecte Mohring és l'observació que, si la freqüència d'un servei de trànsit (p. ex., busos per hora), augmenta amb la demanda, un augment de la demanda redueix el temps d'espera dels passatgers a les parades i estacions. Com que el temps d'espera forma part dels costos de transport experimentats per l'usuari en qüestió, l'efecte Mohring implica que els serveis de transport públic tenen rendiments creixents d'escala respecte al nombre d'usuaris. L'efecte rep el nom de Herbert Mohring, professor de la Universitat de Minnesota qui va identificar aquesta propietat el 1972.